# Pinkus Minc
Pinkus Minc, także Paweł Minc, Pinchas Minc ps. „Aleksander Minc” (hebr. פנחס מינץ, ur. 1895 w Strykowie, zm. 2 marca 1962 w Buenos Aires) – polsko-żydowski polityk, założyciel Kombundu.

## Życiorys
Minc urodził się w zamożnej, chasydzkiej rodzinie. W 1896 przeniósł się z rodziną do Łodzi. Uczył się religijnej szkole podstawowej i w Ger chasydzkiej synagodze oraz prywatnych nauczycieli. W latach 1909–1912 uczył się w gimnazjum Jaroszyńskiego. Po zubożeniu jego rodziny przerwał naukę, pracował jako pomocnik księgowego i pracownik Gminy Żydowskiej w Łodzi. W 1915 wstąpił do Bundu – należał do łódzkiego komitetu partii. Uczestniczył w konferencji Budndu w Gdańsku w 1921, gdzie założył komunistyczny odłam Bundu – Kombund, stając się jednym z przywódców żydowskiego ruchu komunistycznego w Polsce, członkiem komitetu centralnego Komunistycznej Partii Polski oraz członkiem Centralnego Biura Żydowskiego przy KC KPP. W 20-leciu międzywojennym był wielokrotnie aresztowany i więziony w wyniku swojej nielegalnej działalności komunistycznej. W 1929 po uwolnieniu z więzienia we Wronkach uciekł do Gdańska, a następnie do Pragi.
W 1932 rozczarowany komunizmem zaangażował się w tworzenie opozycji trockistowskiej w polskim ruchu komunistycznym. Współpracował z grupami trockistowskimi w Pradze, Gdańsku, Kopenhadze i Paryżu, będąc jednocześnie bliskim współpracownikiem i przyjacielem syna Lwa Trockiego, Leona Siedowa. W 1938 opuścił partię komunistyczną i wrócił do Bundu. W latach 1937–1951 mieszkał w Paryżu, gdzie angażował się w żydowskie życie polityczne i kulturalne. W latach 1941–1944 działał w żydowskim ruchu oporu we Francji, angażując się w partyzancką walkę zbrojną przeciwko nazistom. Od 1945 był członkiem światowego komitetu koordynacyjnego Bundu. W 1952 przeniósł się do Argentyny, gdzie działał w komitecie Bundu w Buenos Aires oraz był wiceprzewodniczącym lokalnego oddziału Światowego Kongresu Kultury Żydowskiej oraz działał w administracji szkół jidysz, wydawnictwie jidysz oraz w gminie żydowskiej.

### Działalność publicystyczna
Minc publikował od 1920 w nielegalnym wydawnictwie Kombundu w Łodzi i w Warszawie oraz w „Łodżer Weker”, który został przejęty przez Kombund w 1921. Ponadto współtworzył m.in. czasopisma takie jak: Literatisze Tribune i Der Frajdenker w Łodzi. Od 1938 współpracował z prasą bundowską we Francji, redagował dziennik „Unzer Sztyme” (1945-1952) w Paryżu, w którym publikował na tematy polityczne i literackie. W latach 1952–1962 redagował tygodnik „Unzer gedank” w Buenos Aires Współpracował także z: „Unzer Cajt” w Nowym Jorku; „Lebnsfragn” i „Hejmisz” w Tel Awiwie, „Foroys” w Meksyku, i „Ilustrirte Literarisze Bleter” w Buenos Aires. Ponadto opublikował kilka książek poświęconych komunizmowi, II wojnie światowej i młodości.

### Życie prywatne
Minc wywodził się z rodziny o bogatych tradycjach socjalistycznych. Jego siostrą była Tola Minc (1901–1942) – lekarka i działaczka Bundu, jej mężem zaś lekarz i działacz Komunistycznej Partii Polski Henryk Minc.

## Publikacje
- „Geszichte fun a falsze iluzje, zichrojnes” (pol. Historia fałszywej iluzji, pamiętniki, Buenos Aires, 1954)[3][2], o komunizmie w Polsce międzywojennej, wydana po angielsku w 2020 pt. „The history of a false illusion: memoirs on the communist movement in Poland, 1918-1938”[4],
- „In di jorn fun jidyszn umkum un widersztand in frankrajch, perzenleke zichrojnes” (pol. W latach żydowskiego zagłady i oporu we Francji, wspomnienia osobiste, Buenos Aires, 1956), dotyczące podziemnej walki z nazistami i ratowania Żydów,
- „Lodz in majn zikorn, fragment fun majn kindhajt un jugnt” (Łódź w mojej pamięci, fragmenty z dzieciństwa i młodości, Buenos Aires, 1958)[3].